# Jessica Gadirova
Jessica Gadirova est une gymnaste artistique britannique, née le 3 octobre 2004 à Dublin, en Irlande.
Elle est notamment championne d'Europe du concours général en 2023, championne d'Europe au sol en 2021, 2022 et 2023 ainsi que championne du monde sur le même agrès en 2022.

## Biographie
Gadirova et sa sœur jumelle Jennifer Gadirova sont nées à Dublin en Irlande, et sont d'origines azerbaïdjiennes. Leur père Natig Gadirov est de nationalité azerbaïdjienne et leur mère également. Gadirova est née à Dublin, alors que ses parents y étaient venus travailler quelques mois, lui permettant d'obtenir la nationalité britannique et irlandaise,.
Ses grands-parents vivent à Bakou : sa grand-mère est une pédiatre retraitée et son grand-père est un professeur en physiques et mathématiques. Gadirova et sa sœur ont débuté la gymnastique à l'âge de 6 ans sous l'impulsion de leur mère qui voulait donner un exutoire à leur énergie.
Aux Championnats d'Europe de 2021, elle devient championne en sol, vice-championne au saut et médaillée de bronze du concours général individuel.
Aux Championnats d'Europe de gymnastique artistique 2023 à Antalya, elle remporte la médaille d'or du concours général individuel, par équipes et au sol.

## Palmarès

### Jeux olympiques
- Tokyo 2020 (2021)[8]
  -  médaille de bronze au concours général par équipes
  - 10e au concours général individuel

### Championnats du monde
- Liverpool 2022
  -  médaille d’or au sol
  -  médaille d’argent au concours général par équipes
  -  médaille de bronze au concours général individuel

### Championnats d'Europe
- Bâle 2021
  -  médaille d'or au sol
  -  médaille d'argent au saut
  -  médaille de bronze au concours général individuel
- Munich 2022
  -  médaille d'or au sol
  -  médaille d'argent au concours général par équipes
- Antalya 2023
  -  médaille d'or au concours général par équipes
  -  médaille d'or au concours général individuel
  -  médaille d'or au sol